# Kenzō
Pour les articles homonymes, voir Kenzo.
L'empereur Kenzō (顕宗天皇, Kenzō Tennō, ou plus probablement Kenzō Ōkimi), de son nom personnel Woke, était le vingt-troisième empereur du Japon selon l'ordre reconnu de succession. On situe son règne de 490 à 493, sans certitude. Certains historiens lui attribuent cependant des dates de vie de 440 à 487 et situent son règne à partir de 485.
À l'origine, lui et son frère aîné Oke sont trouvés lorsque l'empereur Seinei meurt sans héritiers. Les deux garçons sont des petits-fils de l'empereur Richū, et sont promus comme des héritiers adoptifs de Seinei, bien qu'il soit peu clair de savoir si ce fait advient ou non du vivant de celui-ci. Bien qu'étant le plus jeune, Kenzō est sacré à la suite d'un accord entre les deux frères et après une période de régence d'un an assurée par Iitoyo Ao no Kōjo. Cependant, il meurt peu après, sans héritiers, et son frère lui succède sur le trône.